# فرانسيس أمبان
فرانسيس ادريس مودورو أمبان (بالفرنسية: Francis Ambané)‏ لاعب كرة قدم كاميروني ولد في 8 نوفمبر 1984 ويلعب مع نادي وفاق سطيف. يلعب كمهاجم ورقمه في الفريق 24.

## شهادة
امبان بدأ مسيرته مع كانون ياوندي، وقال انه سرعان ما انتقلت إلى لوكيرين ش أ البلجيكي لكرة القدم في النادي الموسم 2003/2004. وبعد موسم واحد فقط أمبان عاد إلى الكاميرون وانضم إلى آخر النخبة إم تي إن واحدة نادي يونيون دوالا. وأمضى 3 مواسم هناك قبل عودته إلى شبابه نادي كانون ياوندي.وفي فرانسيس Ambane 2009/2010 تم بيعها إلى وفاق سطيف.

## شهادة الدولية
وظهر أيضا أنه مع فريق الكاميرون الأولمبية 2004 في أثينا. وكان Ambane القاعدة الرئيسية التي تم تحديدها فقط 3 مرات للمنتخب الكاميرون مباريات وطنية في 2006/2007.

## روابط خارجية
- فرانسيس أمبان على موقع قاعدة بيانات كرة القدم.إي يو (الإنجليزية)
- فرانسيس أمبان على موقع Soccerway.com (الإنجليزية)
- فرانسيس أمبان على موقع كووورة